# Chiapa
Chiapa (en aimara: ch´iyapa, "surco" o "brecha") es una localidad situada en la Región de Tarapacá, Provincia del Tamarugal, Comuna de Huara, Chile.
Está ubicada en la zona de la Precordillera, a unos 3.200 metros sobre el nivel del mar (m.s.n.m).  
Junto con las localidades de Illalla y Jaiña, forman parte de una misma unidad cultural, en base al sistema de riego común, conservándose desde tiempos prehispánicos hasta la actualidad[cita requerida].
La localidad se encuentra dentro del Parque nacional Volcán Isluga.

## Historia

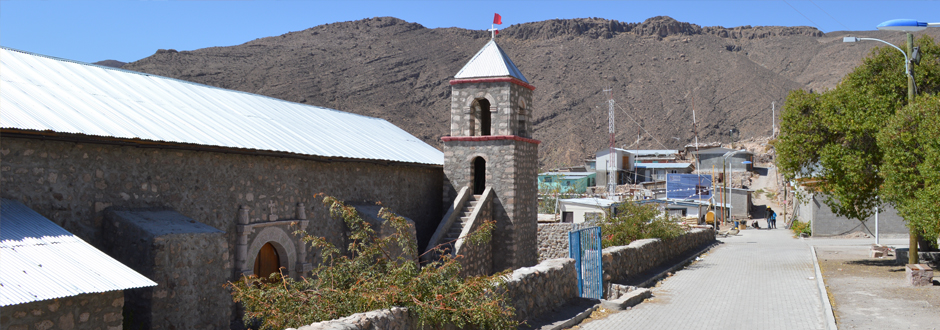
Localidad de Chiapa

Los primeros asentamientos en el Valle de Chiapa probablemente datan de la época prehispánica. Muestra de ello son las ruinas gentilares en los cerros y lomas circundantes a la localidad. 
Se cree que a la época de la conquista y colonización española, Chiapa se hallaba bajo la jurisdicción del cacique Juan García Chuquichambi, quien posiblemente era de origen Caranga.  Por tanto, Chiapa se hallaba bajo la jurisdicción del señorío Caranga, cuya capital era la localidad altiplánica de Hatun Caranga, hoy conocido como Turco.
 

Chiapa fue incluida dentro de la encomienda de Tarapacá, concedida a Lucas Martínez de Vegazo en 1540, donde reunió a la población dispersa del valle para reducirlos en pueblos de indios, siguiendo las políticas del Virrey Toledo.   

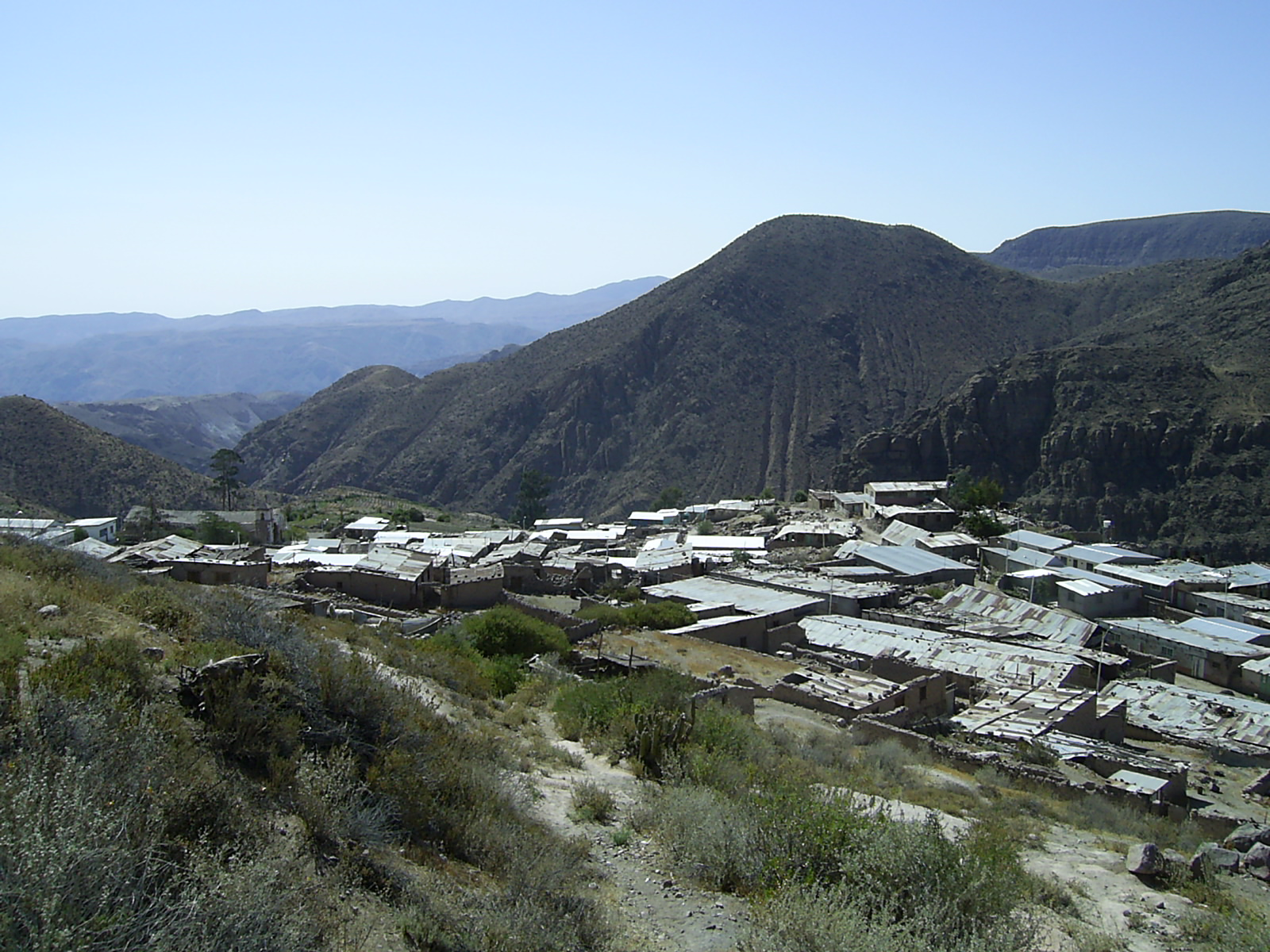
Panorámica del pueblo de Chiapa

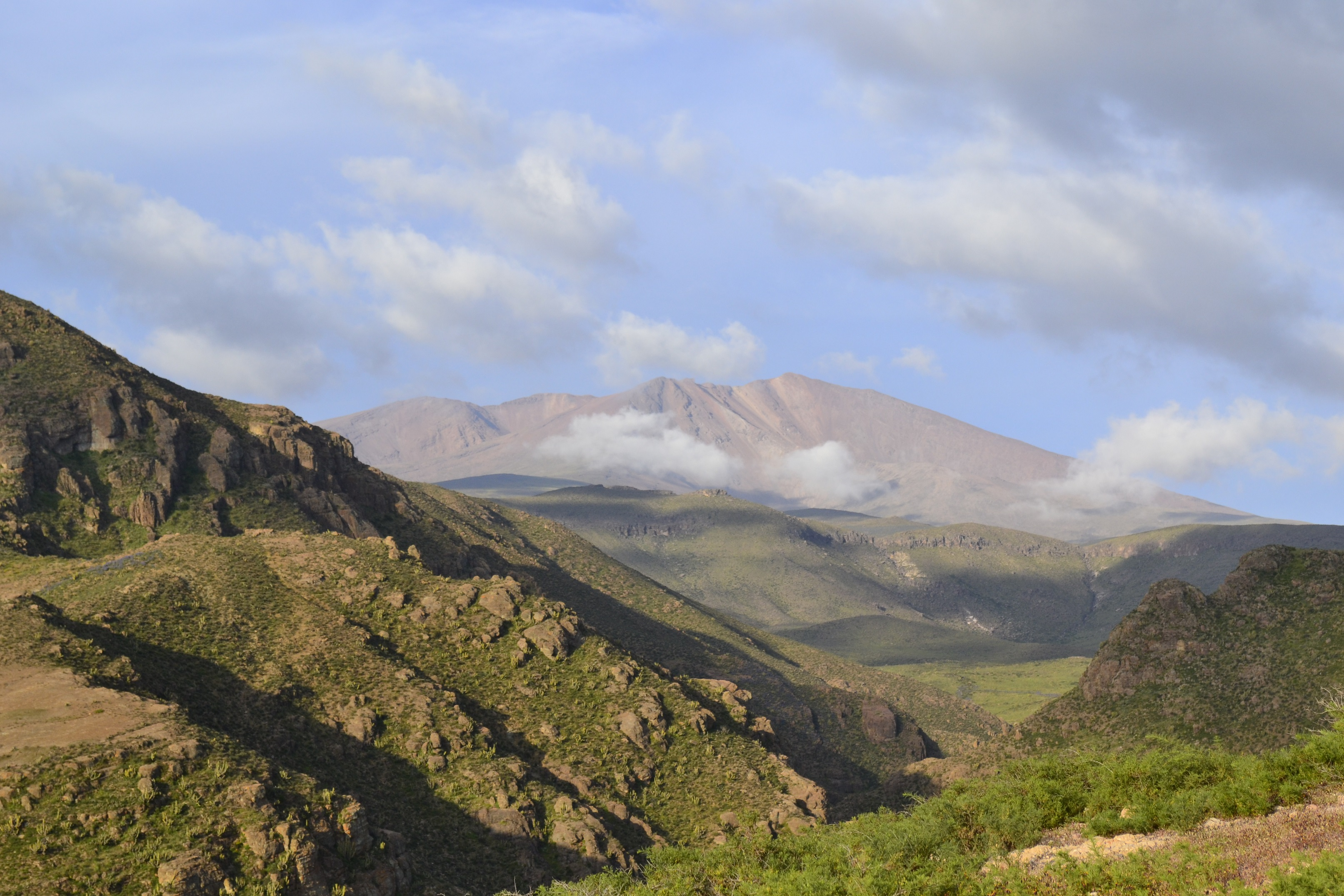
Cerro Tata Jachura

Durante la Rebelión de Túpac Amaru II entre los años 1780 y 1783, Chiapa se encontraba en manos de los rebeldes liderados por "el capitán de la Sierra" Romualdo Pacivilca Callisaya, quienes establecieron coordinaciones con los rebeldes en Camiña y Tarapacá.
Durante la soberanía del Perú, Chiapa pertenecía a la Provincia y Departamento de Tarapacá, siendo además, la capital del Distrito de Chiapa. Según el padrón de Contribuyentes de Tarapacá de 1845, a diferencia de la mayoría de las comunidades en Tarapacá, en Chiapa aún se mencionan "ayllos": Collana, Ocharaca, Pacochoca, Yllanaco, Jaiña e Illaya.
Luego de la Guerra del Pacífico, Chiapa pasó a soberanía chilena, en virtud del Tratado de Ancón celebrado en 1885. En virtud de ello, con la creación del Provincia y Departamento de Tarapacá, Chiapa quedó bajo la jurisdicción del Distrito de Aroma, de la Subdelegación de Camiña. Posteriormente, se modifica está división política, creándose el Distrito de Chiapa, de la 3º Subdelegación de Aroma, del Departamento de Pisagua.
Durante la época de explotación salitrera, Chiapa fue muy importante como centro de comercio, llegando inmigrantes de diversas nacionalidades. La memoria popular recuerda a los Durana, Valjalo y otros, quienes dieron un nuevo dinamismo al pueblo, a pesar de estar separado de la principal carretera de la época, el que bajaba por Chusmiza.  
Dentro de este contexto, Chiapa debió abastecer al Cantón de Negreiros, a través del pueblo de Negreiros,  constituyéndose en un enlace importante en la red de comercio existente entre los dos pisos ecológicos: el altiplano y las zonas costeras.

## Cultura

### Organización tradicional
Sin perjuicio de la división política administrativa impuesta por los diversos Estados bajos los cuáles ha estado sujeto Chiapa, aún se conserva en la memoria colectiva la antigua división andina: los arax saya ("los de arriba") y los manqha saya ("los de abajo"), y cada unos con sus respectivos ayllus.
Hay versiones que señalan que los arax saya representan al sexo masculino, mientras que los manqha saya al femenino. Esta división bipartita o dual comunitaria, representan a los dos ayllus y sus linajes originales que dieron origen al pueblo de Chiapa a inicios de la colonia, cuando el Virrey Francisco Toledo en el año 1570 mando a reducir en pueblos de indios a la población dispersa de la zona.

### Sistema de riego tradicional
Chiapa ha sido históricamente un pueblo de agricultores. Sus habitantes desarrollaron un alto manejo de la tecnología hidráulica y agrícola andina, sustentando una agricultura intensiva de alzada, con riego por inundación, practicada en andenes (también conocida como "eras", al conjunto de eras, se les llama "Chacra" y se les asigna un nombre para distinguirla y georreferenciarlas) y usando canales de riego de grandes extensiones (más de 20 kilómetros) para captar el escaso caudal de agua que se obtiene de las vertientes que provienen de los faldeos del cerro Tata Jachura. En la parte alta del pueblo, existe un gran estanque de agua, en el cual se acumula el agua desde que anochece hasta las 00:00 aprox., para evitar regar las chacras de noche, después se envía el agua al estanque que esta en el Pueblo de Jaiña. Los estanques de agua se les llama "Cocha".  La cocha principal de Chiapa se llama "Caldoza", también, es el nombre de la chacra que esta a un costado de este estanque.
Dentro de los productos cultivados y comercializados, destacan el maíz, el ajo, la alfalfa y el locoto, y recientemente el orégano. Para el autoconsumo, se cultivan papa, oca, cilantro, cebolla, zanahoria. Además, se cultivaban algunas frutas, como el tumbo, la tuna, durazno andino y el membrillo. En época de lluvias se cosecha la Maksa (fruto de los cardones, un tipo de cactus de la zona).
Actualmente sobrevive los sistemas consuetudinarios de control y manejo de aguas basada en la mita, al margen de la institucionalidad consagrada en la Constitución Política de la República de Chile de 1980 y el Código de Aguas de 1981.

### Cerros protectores

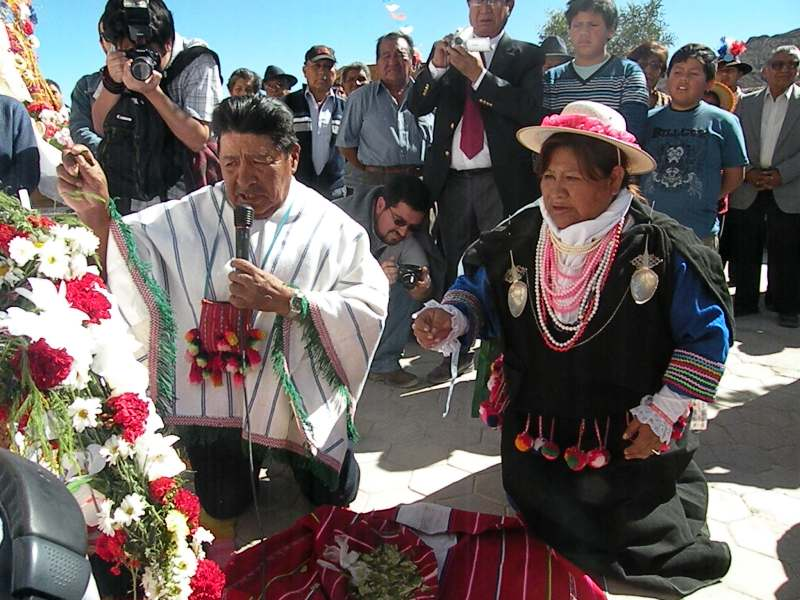
Vestimenta típica del pueblo de Chiapa

La comunidad es custodiada por el gran Mallku Tata Jachura, también conocido como José Manuel Atora. Junto a él, se encuentra su mujer, la T'alla Pancha Toranca, también conocida como Cerro Jatamaya. De esta forma la comunidad mantiene la cosmovisión andina de la dualidad o pares complementarias.

### Festividades
De acuerdo a sus costumbres, en el pueblo de Chiapa se desarrollan varias actividades festivas de carácter anual:
- La fiesta de Reyes o fiesta de los pastores: el 5 y 6 de enero.
- Carnaval de Chiapa: en febrero.
- Festividad de la Santa Cruz: 3 de mayo.
- Festividad de Santa María Magdalena, patrona del pueblo: 22 de julio.
- Festividad de la Santa Asunta y San Roque: 15 y 16 de agosto.
- La Limpia de canales de regadío: durante agosto
- Festividad de todos los Santos: 1 y 2 de noviembre.

Para las festividades, se suelen usar vestimentas específicas que los distinguen de otras comunidades como Isluga y Cariquima. Las mujeres usan aksu negros largos, más ajustados, abiertos al lado derecho, "a la usanza inca". Los hombres usan un tipo de poncho listado y corto, de color blanco.

### El Carnaval de Chiapa

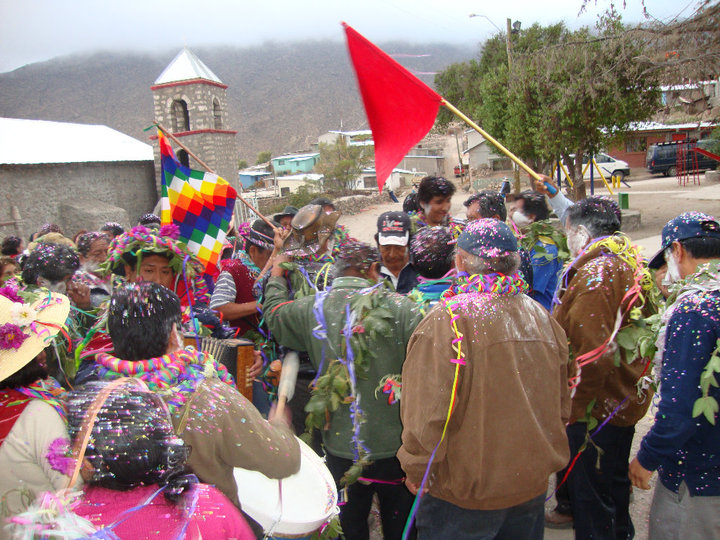
Carnaval de Chiapa, Pandilla de los Arax Saya

La Fiesta de carnaval de Chiapa es una festividad ritual comunitaria, donde su población revive la antigua división andina en dos grupos de comparsas o pandillas, separación que se realiza por la descendencia de los linajes patrilineales: los arax saya ("los de arriba" o "los rojos") y los manqha saya ("los de abajo" o "los blancos").  
Ambos bandos compiten en juegos de harina y agua, en el número de participantes, y quien posee los mejores versos y los mejores cantores y cantoras. 
La fiesta dura una semana, comienza con el desentierro del carnaval el día domingo y finaliza el domingo siguiente, con la quema, entierro y despedida del carnaval.
El repertorio musical del Carnaval de Chiapa tuvo una amplia difusión gracias el grupo musical chileno Illapu, quienes en 1981 incorporaron algunos versos en su trabajo "El canto de Illapu". Posteriormente, algunos miembros del grupo colaboraron con el Conjunto Folclórico de la Universidad del Norte, grabando el álbum "Carnaval en el Desierto", publicado por el sello chileno Alerce.

## Atractivos turísticos

### La iglesia Santa María Magdalena de Chiapa

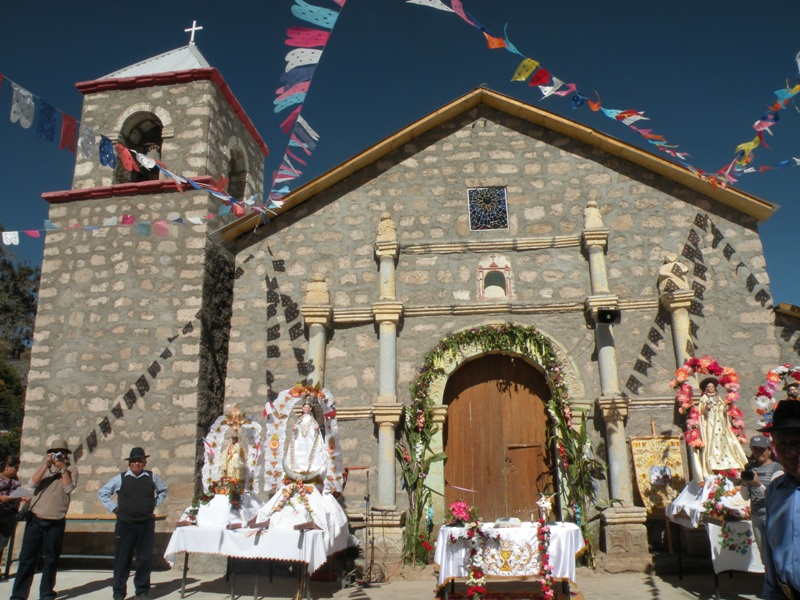
La Iglesia Santa María Magdalena de Chiapa

El templo está dedicada a Santa María Magdalena, y fue construida por los mismos pobladores en 1792.
Su estructura está hecha de mampostería en piedra megalíticas sentadas en barro en marcos de puertas y arcos. En su estética hay vestigios de influencia tiwanaku, entre otros.
En el arco de la entrada se puede leer "Alabado sea el Santísimo Sacramento del Altar".
A lo largo de los años, y por motivos de fenómenos naturales, los años y el clima, han significado la intervención estructural del templo en distintos tiempos. Así, los obras más significativas han sido:
• Decoración y Reconstrucción en el siglo XIX
• Restauración entre los años 1991 y 1992
• Restauración en el año 2001
• Restauración entre los años 2005 y 2010

### Otros
- Baños termales de Chismisa.
- Excursionismo hasta el Tata Jachura.
- Pukara de Siñaguacha.
- Petroglifos de Parcollo

## Demografía
| Coordenadas | Altitud    | Localidad | Categoría | Población (censo 2002) | Población masculina | Población femenina | Viviendas (censo 2002) |
| ----------- | ---------- | --------- | --------- | ---------------------- | ------------------- | ------------------ | ---------------------- |
|             | 3.250 msnm | Chiapa    | Caserío   | 75                     | 43                  | 32                 | 118                    |